# Digor (dialecte)
Pour les articles homonymes, voir Digor.
Le digor est un des deux dialectes de la langue ossète. Bien que beaucoup moins parlé que l'iron, l'autre dialecte qui est à la base de la langue littéraire, le digor est écrit et enseigné.

## Phonologie
Les tableaux présentent les phonèmes du digor, les consonnes et les voyelles. 
Lecture des tableaux de gauche à droite: transcription en alphabet latin, notation API, écriture cyrillique utilisée pour le digor.

### Consonnes
|              |              | Bilabiale  | Dentale     | Latérale | Palatale | Vélaire    | Uvulaire   |
| ------------ | ------------ | ---------- | ----------- | -------- | -------- | ---------- | ---------- |
| Occlusives   | Sourde       | p [p] п    | t [t] т     |          |          | k [k] к    |            |
| Occlusives   | Sonore       | b [b] б    | d [d] д     |          |          | g [g] г    | q [q] къ   |
| Occlusives   | Éjective     | pʼ [pʼ] пI | tʼ [tʼ] тI  |          |          | kʼ [kʼ] кI | qʼ [qʼ] хъ |
| Fricative    | Sourde       | f [f] ф    | s [s] с     |          |          |            | x [x] х    |
| Fricative    | Sonore       | v [v] в    |             |          |          |            | ɣ [ɣ] гъ   |
| Affriquée    | Sourde       |            | c [t͡s] ц    |          |          |            |            |
| Affriquée    | Sonore       |            | dz [d͡z] дз  |          |          |            |            |
| Affriquée    | Éjective     |            | cʼ [t͡sʼ] цI |          |          |            |            |
| Nasale       | Nasale       | m [m] м    | n [n] н     |          |          |            |            |
| Liquide      | Liquide      |            | r [r] р     | l [l] л  |          |            |            |
| Semi-voyelle | Semi-voyelle | w [w] у    |             |          | j [j] й  |            |            |

### Voyelles
|         | Antérieure | Centrale | Postérieure |
| ------- | ---------- | -------- | ----------- |
| Fermée  | i [i] и    |          | u [u] у     |
| Moyenne | e [e] е    |          | o [o] о     |
| Ouverte | æ [æ] æ    | a [a] а  |             |

### Différences entre l'iron et le digor
L'iron et le digor s'opposent par leur phonétique, notamment mais pas exclusivement au niveau de leurs voyelles. Quelques exemples :
- iron [ɨ]  digor [i] : фыд / фидæ - père
- iron [i] digor [e] : хид / хед - pont
- iron [u] digor [o] : æрду / æрдо - cheveu, poil
- iron [Co] digor [Cʷæ] : хо / хуæрæ -  sœur
- iron -Ø digor -æ : æхсæв / æхсæвæ  - nuit
- iron [d͡ʒ] digor [ɡ] : джитын / игетун - hésiter à

## Morphologie

### Noms

#### Déclinaisons
Exemple : гал - bœuf
|           | singulier |  | pluriel  |  |
| Nominatif | гал       |  | галтæ    |  |
| Génitif   | гали      |  | галти    |  |
| Datif     | галæн     |  | галтæн   |  |
| Allatif   | галмæ     |  | галтӕмӕ  |  |
| Ablatif   | галæй     |  | галтæй   |  |
| Inessif   | гали      |  | галти    |  |
| Adessif   | галбæл    |  | галтæбæл |  |
| Équatif   | галау     |  | галтау   |  |

### Le verbe
L'infinitif se marque avec la terminaison -ун. Exemples:
- амайун - raboter
- æййевун - changer, échanger
- косун - travailler
- цæрун - vivre

## Sources
- (ru)М.И. Исаев, Дигорский диалект осетинского языка, Moscou, Nauka, 1966.